# Diogmites missouriensis
Diogmites missouriensis là một loài ruồi trong họ Asilidae. Diogmites missouriensis được Bromley miêu tả năm 1951. Loài này phân bố ở vùng Tân Bắc giới.